# Achalarus albociliatus
Achalarus albociliatus är en fjärilsart som beskrevs av Paul Mabille 1877. Achalarus albociliatus ingår i släktet Achalarus och familjen tjockhuvuden. Inga underarter finns listade i Catalogue of Life.